# ダリック・バートン
ダリック・ウィリアム・バートン（Daric William Barton, 1985年8月16日 - ）は、アメリカ合衆国バーモント州スプリングフィールド出身の元プロ野球選手（一塁手）。右投左打。

## 経歴

### カージナルス傘下時代
2003年、MLBドラフト1巡目（全体28位）でセントルイス・カージナルスから指名を受け入団する。

### アスレチックス時代
2004年12月18日にマーク・マルダーとのトレードでキコ・カレーロ、ダン・ヘイレンとともに、オークランド・アスレチックスへ移籍した。
2007年にセプテンバーコールアップで昇格し、9月10日のシアトル・マリナーズ戦でメジャーデビューを果たした。18試合（72打数）という少ない出場試合数ながら、25安打、10四球、11三振、4本塁打、打率.347、出塁率.429という好成績を残した。
2008年の後半戦スタートとともに突然、15日間の故障者リストに入った。後になってMLBオールスターゲームの休み中に、友人宅の浅いプールに飛び込み、頭部を強打していたという事故だったことが判明した。
2010年は一塁手のレギュラーとして159試合に出場。打率.273、チーム最多の152安打、リーグ最多の110四球を選び、高い出塁率をマークした。また守備表彰の一つであるフィールディング・バイブル・アワード（一塁手部門）を受賞した。
2011年からは再び控えに戻った。
2014年は開幕ロースター入りし、開幕後は30試合に出場したが、打率.158と結果を残せず、5月15日にDFAとなった。5月17日にAAA級サクラメント・リバーキャッツへ降格した。オフに、FAとなった。

### アスレチックス退団後
2014年12月17日に、トロント・ブルージェイズとマイナー契約を結んだ。
2015年はメジャー昇格の機会はなく、7月2日に解雇となった。

### メキシカンリーグ時代
2016年3月17日にメキシカンリーグのプエブラ・パロッツと契約。
2017年2月21日にトレードでモンクローバ・スティーラーズに移籍。
2018年1月16日にトレードでプエブラ・パロッツに復帰。この年のオフにメキシコのウィンターリーグに参加したのを最後に現役を引退した。

## 選手としての特徴
背筋を伸ばした特徴的な構えから振り下ろすバッティングで、打球は伸びのある弾道を描く。また選球眼がよく、マイナーリーグの通算出塁率は4割を超えている。
かつて、チームメイトだったライアン・スウィーニーと共同生活を送っていた。

## 詳細情報

### 年度別打撃成績
| 年 度    | 球 団    | 試 合 | 打 席 | 打 数 | 得 点 | 安 打 | 二 塁 打 | 三 塁 打 | 本 塁 打 | 塁 打 | 打 点 | 盗 塁 | 盗 塁 死 | 犠 打 | 犠 飛 | 四 球 | 敬 遠 | 死 球 | 三 振 | 併 殺 打 | 打 率 | 出 塁 率 | 長 打 率 | O P S |
| -------- | -------- | ----- | ----- | ----- | ----- | ----- | -------- | -------- | -------- | ----- | ----- | ----- | -------- | ----- | ----- | ----- | ----- | ----- | ----- | -------- | ----- | -------- | -------- | ----- |
| 2007     | OAK      | 18    | 84    | 72    | 16    | 25    | 9        | 0        | 4        | 46    | 8     | 1     | 0        | 0     | 1     | 10    | 0     | 1     | 11    | 2        | .347  | .429     | .639     | 1.067 |
| 2008     | OAK      | 140   | 523   | 446   | 59    | 101   | 17       | 5        | 9        | 155   | 47    | 2     | 1        | 6     | 3     | 65    | 5     | 3     | 99    | 6        | .226  | .327     | .348     | .674  |
| 2009     | OAK      | 54    | 192   | 160   | 31    | 43    | 12       | 1        | 3        | 66    | 24    | 0     | 2        | 1     | 3     | 26    | 0     | 2     | 25    | 1        | .269  | .372     | .413     | .784  |
| 2010     | OAK      | 159   | 686   | 556   | 79    | 152   | 33       | 5        | 10       | 225   | 57    | 7     | 3        | 12    | 5     | 110   | 2     | 3     | 102   | 8        | .273  | .393     | .405     | .798  |
| 2011     | OAK      | 67    | 280   | 236   | 27    | 50    | 13       | 0        | 0        | 63    | 21    | 2     | 1        | 0     | 3     | 39    | 3     | 2     | 47    | 6        | .212  | .325     | .267     | .592  |
| 2012     | OAK      | 46    | 136   | 113   | 8     | 23    | 7        | 0        | 1        | 33    | 6     | 1     | 0        | 0     | 0     | 22    | 0     | 1     | 32    | 1        | .204  | .338     | .292     | .630  |
| 2013     | OAK      | 37    | 120   | 104   | 15    | 28    | 2        | 0        | 3        | 39    | 16    | 0     | 0        | 0     | 2     | 13    | 0     | 1     | 18    | 1        | .269  | .350     | .375     | .725  |
| 2014     | OAK      | 30    | 67    | 57    | 7     | 9     | 1        | 0        | 0        | 10    | 5     | 0     | 0        | 0     | 1     | 5     | 0     | 1     | 14    | 0        | .158  | .234     | .175     | .410  |
| MLB：8年 | MLB：8年 | 551   | 2085  | 1744  | 242   | 431   | 94       | 11       | 30       | 637   | 184   | 13    | 7        | 19    | 18    | 290   | 10    | 14    | 348   | 25       | .247  | .356     | .365     | .721  |

- 各年度の太字はリーグ最高

### 表彰
- フィールディング・バイブル・アワード：1回（2010年）

### 記録
MiLB
- オールスター・フューチャーズゲーム選出 1回：2005年